# Jilly Tovey
Jilly Tovey es una deportista británica que compite en remo. Ganó dos medallas en el Campeonato Mundial de Remo en Sala de 2020, oro en la prueba de ligero 500 m y bronce en Ligero 2000 m.

## Palmarés internacional
| Campeonato Mundial | Campeonato Mundial | Campeonato Mundial | Campeonato Mundial |
| Año                | Lugar              | Medalla            | Prueba             |
| ------------------ | ------------------ | ------------------ | ------------------ |
| 2020               | París (Francia)    | Medalla de oro     | Ligero 500 m       |
| 2020               | París (Francia)    | Medalla de bronce  | Ligero 2000 m      |